# Vesting van Saint-Martin-de-Ré
De Vesting van Saint-Martin-de-Ré ligt in Saint-Martin-de-Ré op het eiland Île de Ré aan de Franse westkust. De stad ligt in het Frans departement Charente-Maritime.

## Ligging
Het eiland Île de Ré ligt voor de kust bij La Rochelle. Vanaf de middeleeuwen stond het eiland al militair in de belangstelling. De Engelsen wilden het eiland in handen hebben en van 1154 tot 1372 kwam Ré achtereenvolgens in handen van de Engelsen en de Fransen.
De strategische ligging van het eiland maakte verdedigingswerken gewenst. De taak was de verdediging tegen externe vijanden zoals de Engelsen, maar later ook tegen de hugenoten. Vanaf 1545 kwamen de eerste protestanten naar het eiland.

## Beschrijving
In 1627-1628 was La Rochelle in handen van de hugenoten. Het was grootste stad onder de hugenotensteden en ook het centrum van het verzet. De rooms-katholieke koning Lodewijk XIII van Frankrijk stuurde zijn leger eropaf en omsingelde de stad. Kardinaal de Richelieu voerde de troepen aan bij afwezigheid van de koning. Het beleg van La Rochelle werd een grote overwinning voor Lodewijk XIII en de katholieken. Een citadel op Île de Ré was nodig om de stad ook aan de zeekant te isoleren. De eerste citadel werd gebouwd in 1625, deze heeft maar korte tijd bestaan want na het beleg werd deze in 1628 weer afgebroken.
Bij de tweede belegering van La Rochelle, in 1681, werd een tweede citadel gebouwd op basis van de plannen van vestingbouwer Vauban (1633-1707). De vesting en citadel waren tegen het einde van de 17e eeuw gereed. Het had als nevendoel de aanvaarroute naar La Rochelle en Rochefort te blokkeren tegen Engelse invasies.
De citadel is vierkant van vorm met bastions op elke hoek. Drie ravelijnen liggen tussen de bastions en alleen aan de zeezijde ontbreekt deze. De citadel is alleen toegankelijk via een enkele monumentale toegangspoort, Royal, die uitkomt op een kleine haven. In de citadel was ruimte voor zo'n 1200 man. Voor het verblijf kwam er een kazerne, een kapel, het arsenaal voor de opslag van wapens en munitie, bastions en een officierspaviljoen.
Rond de stad kwam een vestingwal met vijf bastions en evenveel ravelijnen. Aan de kust ligt nog een halve bastion. De vestingwerken vormen een halve cirkel met een diameter van ongeveer 1,5 km. Aan de noordkant grenst het aan de kust en daar ligt een haven. De wallen hebben een omtrek van zo’n zes kilometer. Er zijn slechts twee poorten, de Couarde- of Campani-poort en de La Flotte-poort of de Toiras. De citadel ligt in het noordoostelijk deel van de stad.

## Gevangenis
De citadel wordt al sinds lange tijd gebruikt als gevangenis. Er zaten krijgsgevangenen, maar ook politieke tegenstanders opgesloten. In de 19e eeuw werd het gebruikt als verzamelplaats voor gedetineerden met verbanning als straf. Er zaten soms 1000 gevangenen in een ruimte die voor 500 man bestemd was. De gevangenen werden gedeporteerd naar Nieuw-Caledonië, een bootreis van vijf maanden, in de periode van 1873 tot 1897. Later werd de bestemming gewijzigd, tot 1938 gingen de gevangenen naar Frans-Guyana, een reis van drie maanden. In 1938 werd de deportatie van gevangen gestaakt. Het Duitse leger gebruikte het in de Tweede Wereldoorlog om verzetsstrijders op te sluiten. In 1958 werden hier ook Algerijnse gevangenen vastgezet. 
De citadel is nog steeds in gebruik als penitentiaire inrichting met plaats voor bijna 500 gevangenen. De gevangenis telt 285 werknemers en is daarmee de belangrijkste werkgever op het eiland.

## Monument
Het bouwwerk is sinds 1987 een Frans monument, een monument historique, en staat sinds 2008 samen met andere vestingwerken van Vauban op de werelderfgoedlijst van UNESCO.

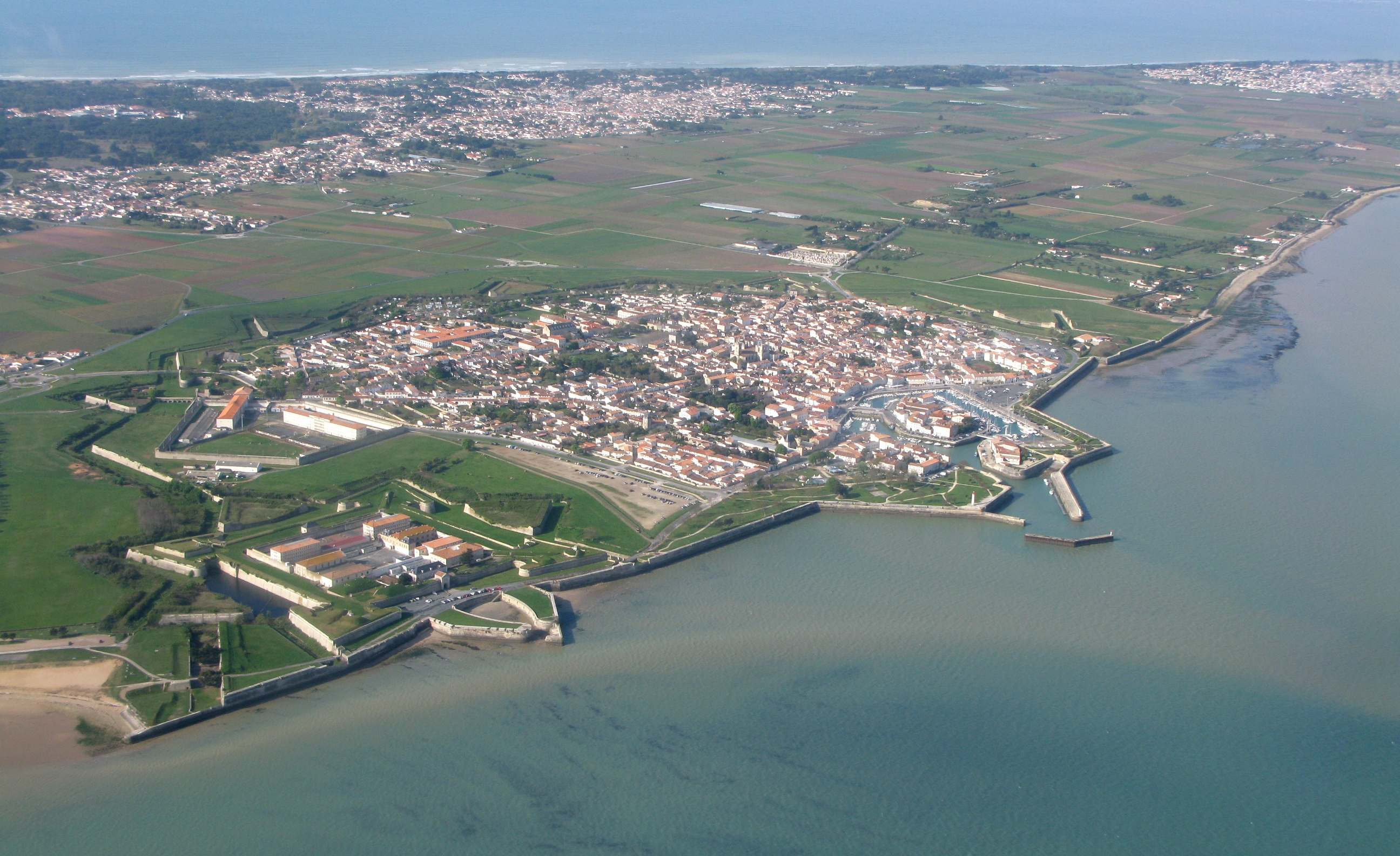
luchtfoto met de citadel links op de voorgrond
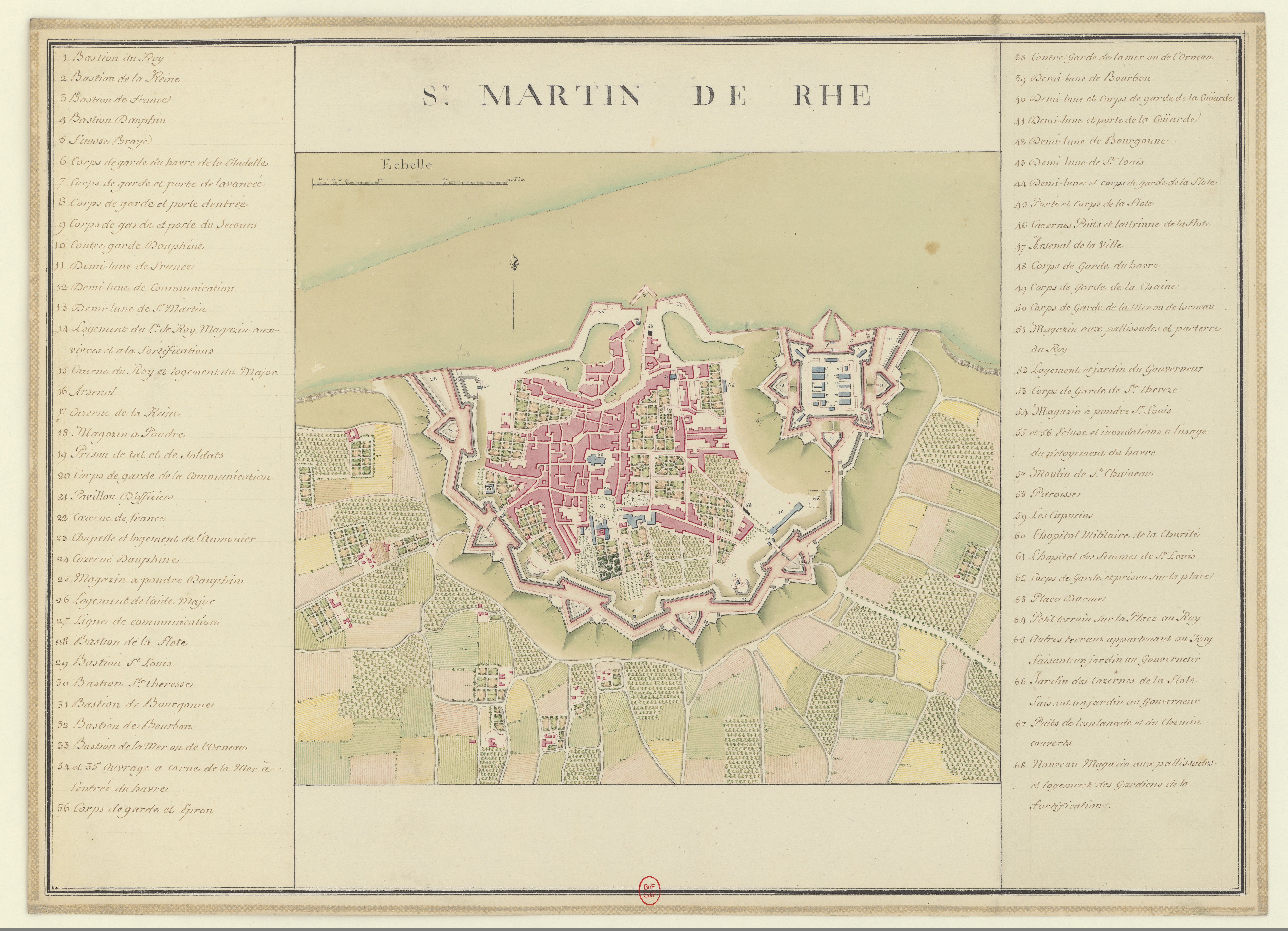
Kaart van Saint-Martin-de-Ré en de citadel (1777)
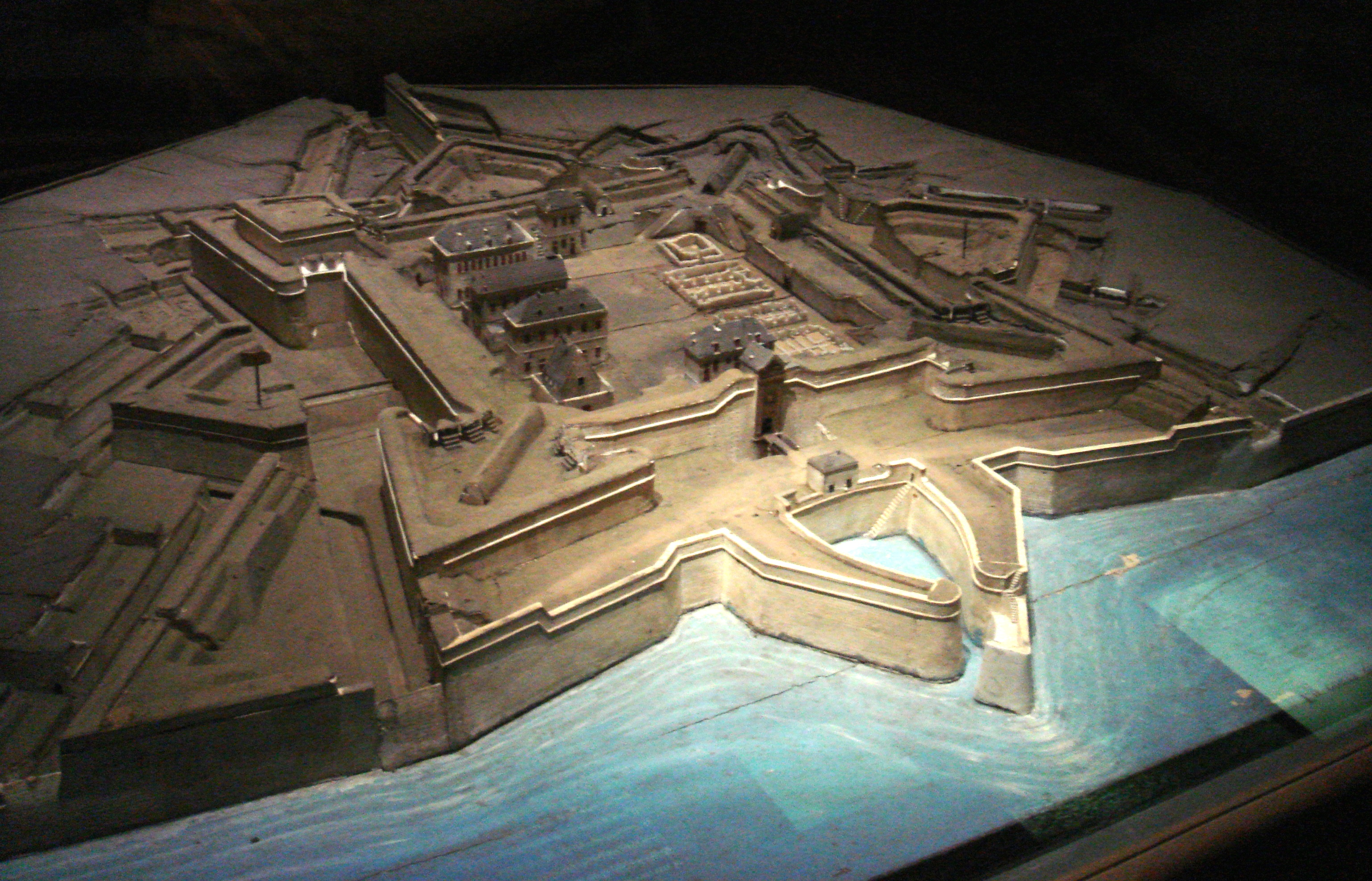
Maquette van de citadel (1681)
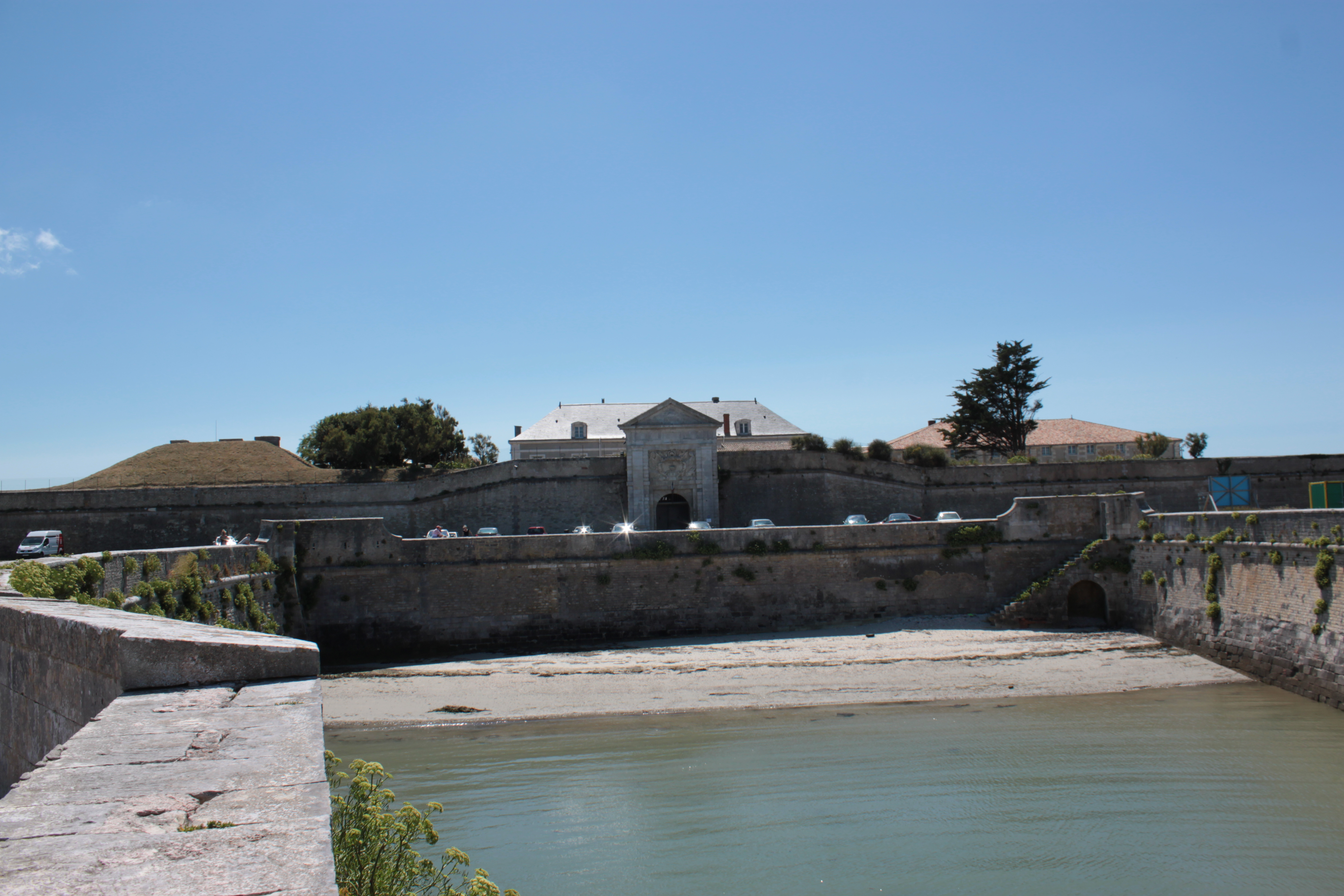
Toegangspoort aan de haven
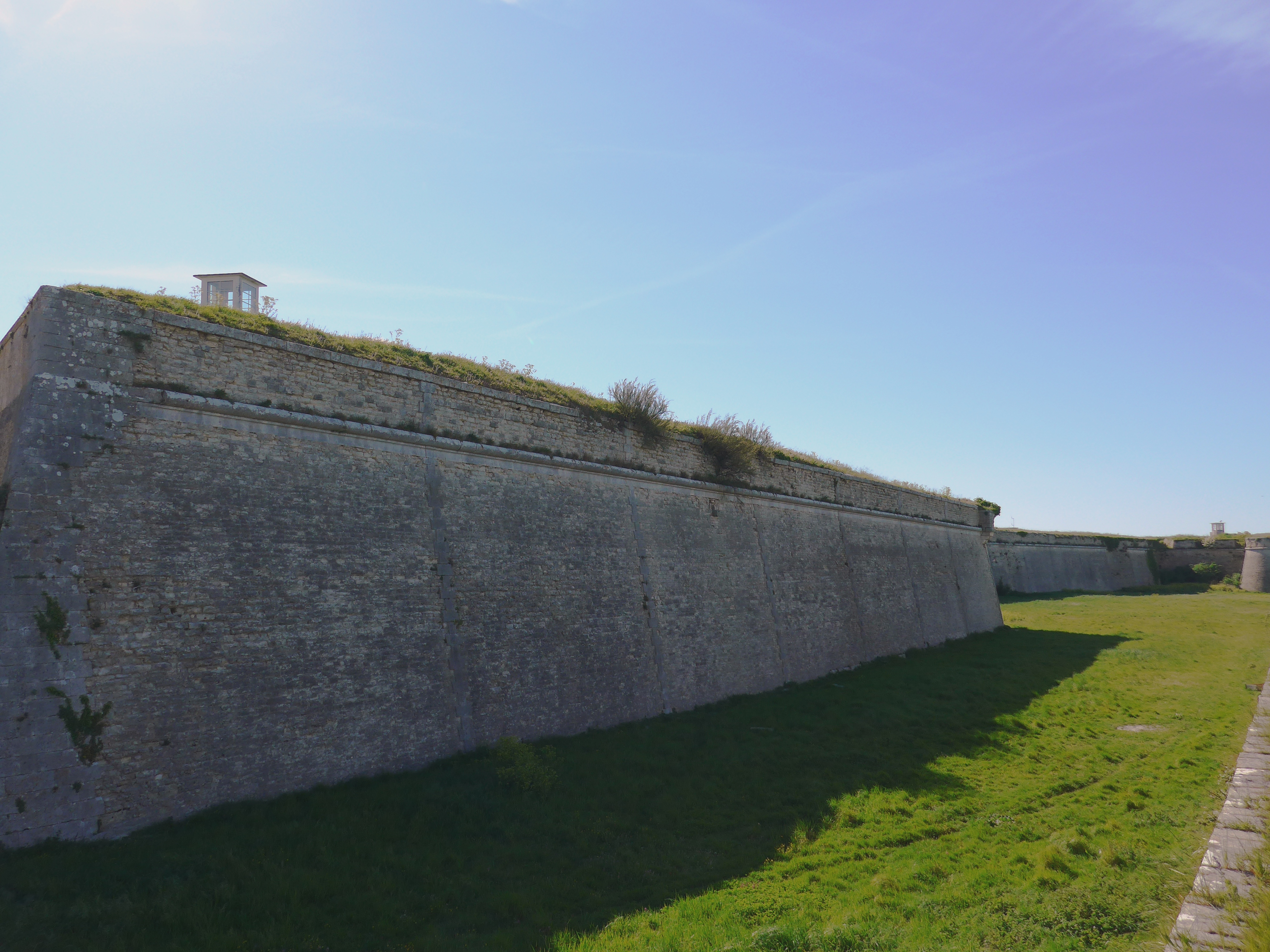
De vestingmuur en droge gracht